# Шевченко-Макаренко Ольга Петрівна
Шевченко-Макаренко Ольга Петрівна (нар. 29 квітня 1973, м. Дніпропетровськ, СРСР) — українська вчена у галузі медицини та інфекційних хвороб.

## Життєпис
Шевченко-Макаренко Ольга Петрівна народилась 29 квітня 1973, м. Дніпропетровськ, СРСР. Одружена. По закінченні медико-профілактичного факультету закладу вищої освіти Дніпровського державного медичного університету (ДДМУ) (раніше - Дніпропетровський медичний інститут) отримала кваліфікацію лікаря. У 1998 році закінчила навчання в інтернатурі за фахом «інфекційні хвороби». 
- 1998 -2001 - лікар-інфекціоніст поліклінічного відділення Дніпропетровської міської клінічної лікарні №16.
- 2001-2013 – асистент кафедри «інфекційних хвороб» ДМА
- З 2014 - Головний позаштатний інфекціоніст Департаменту охорони здоров’я Дніпропетровської обласної держадміністрації,[2]
- з 2014 р. – до сьогодення – доцент кафедри  «Інфекційних хвороб» ДДМУ.[3]

## Наукова діяльність
- 2011 р. – захистила кандидатську дисертаційну роботу на тему «Клініко-діагностичне значення активності протеолітичних процесів при вірусних гепатитах та їх наслідках». Науковий керівник роботи – доцент М.С. Суременко.
- 2012 р. – присуджено науковий ступінь кандидата медичних наук із спеціальності інфекційні хвороби.
- 2014 р. - лікар-інфекціоніст вищої категорії.
- 2016 р. – присвоєно вчене звання доцента.
- 2021 р. - захищенно докторську дисертацію на тему:  "Стратифікація клініко-епідеміологічних та епігенетичних факторів для персоналізації менеджменту хворих на хронічний вірусний гепатит С".  Науковий консультант роботи - професор Л.Р. Шостакович-Корецька. Присуджено науковий ступінь доктора медичних наук.[4][5]

Шевченко-Макаренко Ольга Петрівна з початку професійної діяльності - член Асоціації інфекціоністів. З 2008 р. - секретар, а з 2014 р. - Заступник голови Дніпропетровського відокремленого підрозділу Громадської організації Всеукраїнська асоціація інфекціоністів. З 2021 р. - член Правління Громадської організації  Всеукраїнська Асоціація інфекціоністів (Ukrainian Society of Infectious Diseases Doctors) (2021); член Громадської організації «Українська асоціація біобезпеки» (2015); член (member) ІSІD (member of International Society for Infectious Diseases - Міжнародного товариства з інфекційних хвороб); previous member ІАS (International AIDS Society - міжнародної Асоціації зі СНІДу для професіоналів). Учасник і доповідач з'їздів інфекціоністів України, пленумів і науково-практичних конференцій як в Україні, так і за її межами.
Спікер багатьох місцевих телевізійних каналів, інформаційних агенцій і інтернет видань з теми санітарно-освітньої діяльності і підвищення рівня обізнаності населення з чисельної інфекційної патології. 

## Науковий доробок
Автор статей з актуальних питань інфекційних хвороб в Україні. Долучилася до складання навчальних програм з інфекційних хвороб
на рівні додипломної та післядипломної освіти в Дніпровському державному медичному університеті.
Як українська вчена вона узагальнила світовий досвід з медичної науки по деяким напрямкам інфекційних хвороб і у співавторстві розробила низку патентів, інформаційних листів, пропозицій, галузевих нововведень і впроваджень для лікувально-профілактичних закладів й Міністерства охорони здоров'я України.
Доктор медичних наук Шевченко-Макаренко Ольга Петрівна — автор та співавтор понад 230 наукових і понад 30 публіцистичних і науково-популярних праць, у тому числі книжок (підручників, посібників). Має патенти, Інформаційні листи, галузеві нововведення в яких висвітлені проблеми деяких інфекційних хвороб, таких як COVID-19, ВІЛ-інфекція, гострі та хронічні вірусні гепатити, грип, ГРВІ, хвороба Лайма, холера, сальмонельоз, шигельоз, харчові отруєння, малярія, ботулізм, сказ, правець, тифи, кір, герпесвірусні інфекції, інфекційний мононуклеоз, дифтерія, лейшманіози, гельмінтози тощо.

## Інші види діяльності
О.П. Шевченко-Макаренко консультує хворих у відділеннях КНП «"Міська клінічна лікарня №21 ім. проф. Є.Г. Попкової" Дніпровської міської ради», м. Дніпро (інфекційна лікарня), Університетській клініці та інших лікарнях міста. Як член жюрі брала участь у проведенні ІІ-го етапу Всеукраїнської студентської олімпіади з „Інфекційних хвороб” у різні роки.
О.П. Шевченко-Макаренко проводить просвітницьку роботу серед населення області 

### Основні праці
Основні наукові та навчальні праці (самостійні або у співавторстві):
1. Інфекційні хвороби, які вражають нервову систему / М.С. Суременко, К.М. Легеза, С.А. Галущенко, О.П. Шевченко та ін. // Навч.-метод. посіб.-Дніпропетровськ: Арт-пресс. - 2003. – 83 с.
2. Сучасні аспекти етіотропного лікування деяких інфекційних хвороб / М.С. Суременко, К.М. Легеза, С.А. Галущенко, О.П. Шевченко та ін. // Навч.-метод. посіб.-Дніпропетровськ: Арт-пресс, 2005. – 147 с.
3. •	Випадок корости з нетиповою локалізацією у хворої 30 років з хронічним комбінованим гепатитом В+С з переходом у цироз на тлі алкогольної хвороби печінки / О.П. Шевченко, М.С. Суременко // Дерматовенерология. Косметология. Сексопатология. – 2006. - №1-2 (9). – С. 223-225. pdf
4. Сучасна інтерпретація специфічних методів дослідження інфекційних хвороб / М.С. Суременко, В.П. Дядик, К.М. Легеза О.П. Шевченко та ін.// Навч.-метод. посіб.-Дніпропетровськ. – 2009.- 100 с.
5. Kulinich A, Maslak A, Pismenetskaya I, Minchenko O, Shevchenko O, Shevtsova A. Investigation offibronectin expression by white blood cells in diffuse liver disease of viral etiology. Ann Univ Mariae Curie-Sklodowska Sect DDD Pharm 2010;23(3):169- 171.
6. Кабінет інфекційних захворювань: структура, функції та організація роботи / Л.Р. Шостакович-Корецька, І.А. Андрєєва, О.П. Шевченко-Макаренко // Навч. посібник. – Дніпропетровськ: ВІДАР ТД, 2013. – 175 с. pdf
7. Інформованість про стигму і дискримінацію, що пов’язані з ВІЛ-інфекцією серед студентів-медиків / Шостакович-Корецька Л. Р., Шевченко-Макаренко О.П., Ревенко Г.О. // Науковий вісник Ужгородського університету. Серія Педагогіка. Соціальна робота. – 2016. – Вип. 2 (39). –С.277- 280. pdf
8. Рівень обізнаності про етично-правову проблему ВІЛ-інфекції та ступінь стигматизації серед студентів-медиків / Шостакович-Корецька Л. Р., Ревенко Г.О., Шевченко-Макаренко О.П., Галущенко С.А. // Науковий вісник Ужгородського університету. Серія Медицина. – 2017. – Вип. 1 (55). – С.78-82.
9. Мікотичні та протозойні інфекції, асоційовані з імуносупресією [Текст] : [навч. посіб.] / Шостакович-Корецька Л. Р. [та ін.] ; [за ред. проф. Шостакович-Корецької Л. Р.: Шостакович-Корецька Л.Р., Литвин К.Ю., Суременко М.С., Маврутенков В.В., Шевченко-Макаренко О.П., Волікова О.О., Чергінець А.В., Шевельова О.В., Кушнєрова О.А.]. - Київ : Медкнига, 2018. - 131 с. : іл. - (Бібліотечка практикуючого лікаря). - Бібліогр.: с. 112-117. - ISBN 978-966-1597-50-0
10. Дерматологія. Венерологія = Dermatology. Venereology : Атлас (Українською та англійською мовами) [Святенко Т. В., Свистунов І. В., Шевченко-Макаренко О. П., Глушок В. С.] ; за ред. Т. В. Святенко, І. В. Свистунова. – Вінниця: Нова Книга, 2020. – 424 с. : іл. ISBN 978-966-382-868-8
11. Клінічні ситуаційні задачі з інфекційних хвороб для студентів медичних закладів вищої освіти та лікарів інтернів : навч. посібник. / Литвин К. Ю., Шостакович-Корецька Л. Р., Дядик В. П., Шевченко-Макаренко О. П., Чергінець А. В., Галущенко С. А., Гайдук Т. А., Кушнєрова О.А., Шевельова О.В., Ніколайчук М.А. Якуніна О.М., Будаєва І.В., Ревенко Г.О., Білоконь О. О. – Львів : Видавець Марченко Т. В., 2021. – 168 с. ISBN 978-618-7937-56-1
12. Вірусні інфекції, асоційовані з імуносупресією : навч. посібник / [Шостакович- Корецька Л.Р., Литвин К.Ю., Маврутенков В.В., Шевченко-Макаренко О.П., Чергінець А.В., Чикаренко З.О., Гайдук Т.А., Кушнєрова О.А., Шевельова О.В., Ніколайчук М.А., Якуніна О.М., Ревенко Г.О., Білоконь О.О.]; за ред. Л.Р. Шостакович-Корецької. – Львів : «Новий Світ-2000», 2021. – 180 с. : 12 кол. іл. ISBN 978-966-418-291-8
13. Клінічні ситуаційні задачі з інфекційних хвороб для студентів медичних закладів вищої освіти та лікарів інтернів : навч. посібник. / Литвин К. Ю., Шостакович-Корецька Л. Р., Білоконь О. О., Ревенко Г.О., Якуніна О.М., Чергінець А. В., Кушнєрова О.А., Галущенко С. А.,   Шевельова О.В., Гайдук Т. А., Ніколайчук М.А. Будаєва І.В., Дядик В. П., Шевченко-Макаренко О. П. – Львів : Видавець Марченко Т. В., 2022. – 202 с. ISBN 978-617-7937-70-7
14. Schevchenko-Makarenko OP, Schostakovych-Korets'ka LR, Chykarenko ZO, Tkachenko VD, Lisnicha OO. Evaluation of life quality of patients with chronic hepatitis C. Medical Perspectives-Medicni Perspektivi. 2017;22(4):81-6. PubMed PMID: WOS:000471312700012. Ukrainian
15. Shostakovych-Koretska LR, Shevchenko-Makarenko OP, Shevelova OV, Tkachenko VD. Experience of creating register of patients with chronic viral hepatitis in the Dnipropetrovsk region to optimize registration, monitoring and treatment of patients. Medical Perspectives-Medicni Perspektivi. 2018;23(1):101-7. PubMed PMID: WOS:000471314100016. Ukrainian.
16. Shostakovych-Koretska LR, Shevchenko-Makarenko OP, Tymofyeyeva LV, Tkachenko VD. Problematic issues of the effectiveness of treatment of patients with chronic viral hepatitis C according to the State program and the ways of their solution. Medical Perspectives-Medicni Perspektivi. 2018;23(3):84-92. PubMed PMID: WOS:000471321400012. Russian.
17. Shostakovych-Koretskaya LR, Nikolaychuk MA, Budayeva IV, Shevchenko-Makarenko OP, Lytviy KY, Biletska SV. Comparative analysis of vitamin D contents in patients with chronic viral hepatitis C and healthy. Medical Perspectives-Medicni Perspektivi. 2019;24(4):94-101. PubMed PMID: WOS:000504877900014. Ukrainian.
18. МікроРНК-122 як біологічний маркер хронічного вірусного гепатиту С. Шевченко-Макаренко О.П., Шостакович-Корецька Л.Р., Досенко В.Є., Древицька Т.І. Міжнародний медичний журнал. - 2020. - Т. 26, № 1(101). - С.72-75.
19. Shostakovych-Koretskaya LR, Shevchenko-Makarenko OP, Lapikova-Bryhinska TY. THE LEVEL OF EXPRESSION OF MIR-196A IN PATIENTS WITH CHRONIC VIRAL HEPATITIS C WITH THE FIRST GENOTYPE OF HCV ACCORDING TO PREVIOUS EXPERIENCE OF ANTIVIRAL THERAPY. Medical Perspectives-Medicni Perspektivi. 2020;25(2):130-137. PubMed PMID: WOS:000546630700021.
20. Шевченко-Макаренко О.П. Аналіз рівня експресії мікроРНК-29a у хворих з різними клінічними варіантами хронічної HCV-інфекції. О.П. Шевченко-Макаренко. Інфекційні хвороби. – 2020. – №3. – С.29-35. DOI 10.11603/1681-2727.2020.3.11551.
21. Клініко-лабораторні маркери перебігу нової коронавірусної хвороби SARS-CoV-2 COVID-19 у госпіталізованих хворих. Шостакович-Корецька Л.Р., Кірєєва Т.В., Шевченко-Макаренко О.П., Турчин М.О., Чумак В.І., Чорток В.О., Дробишевська О.М. Медичні перспективи. – 2021. – Т. 26, №4. – С.48-55.

## Нагороди
- Подяка міського Голови [Дніпровська міська рада|Дніпровської міської ради] міста Дніпро (2021)
- [Грамота] Громадської організації [Всеукраїнська Асоціація інфекціоністів] (2021) [25]